# 安克巴赫河 (萊茵河支流)
50°42′55.96″N 7°9′19.56″E / 50.7155444°N 7.1554333°E

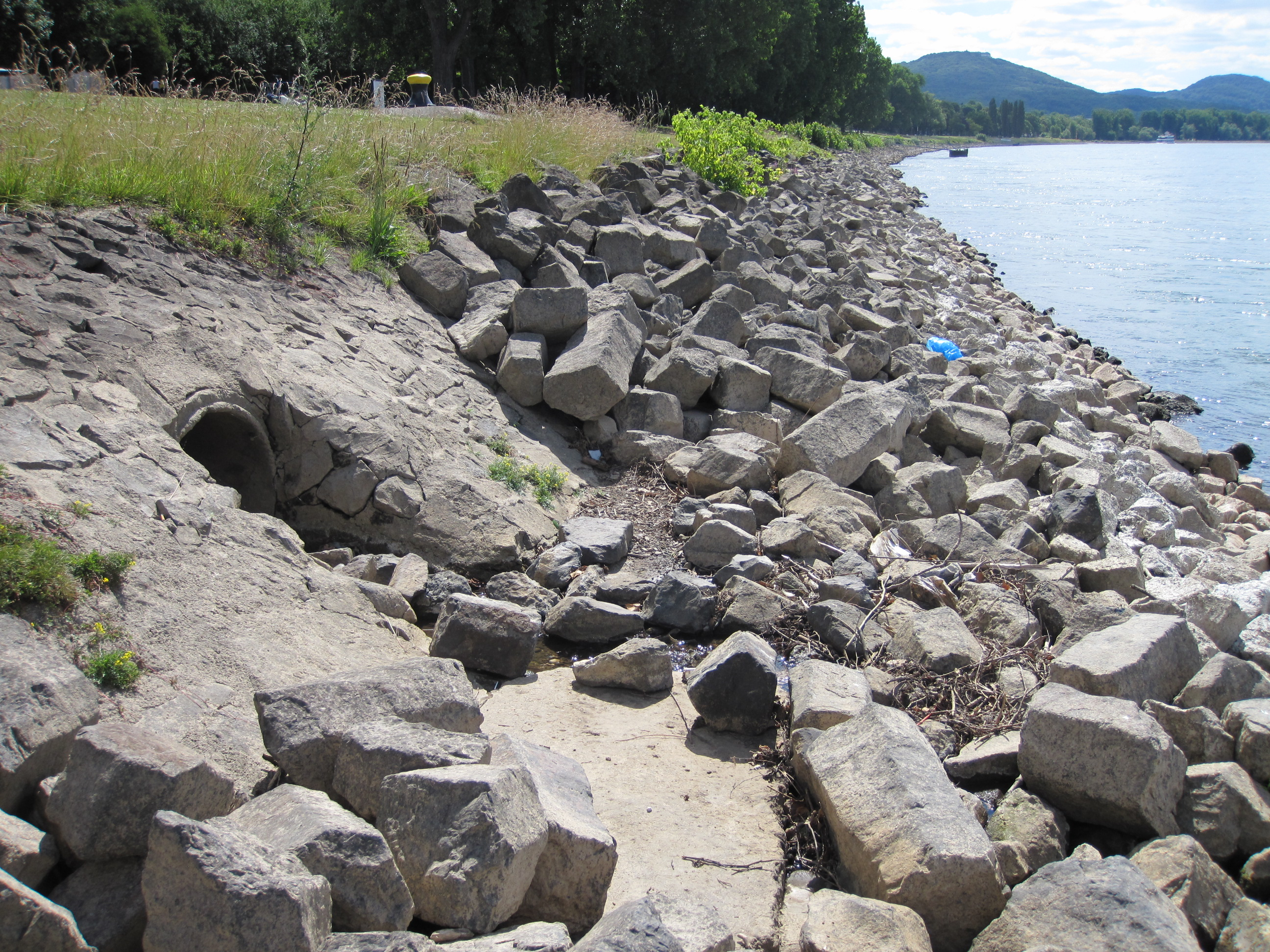

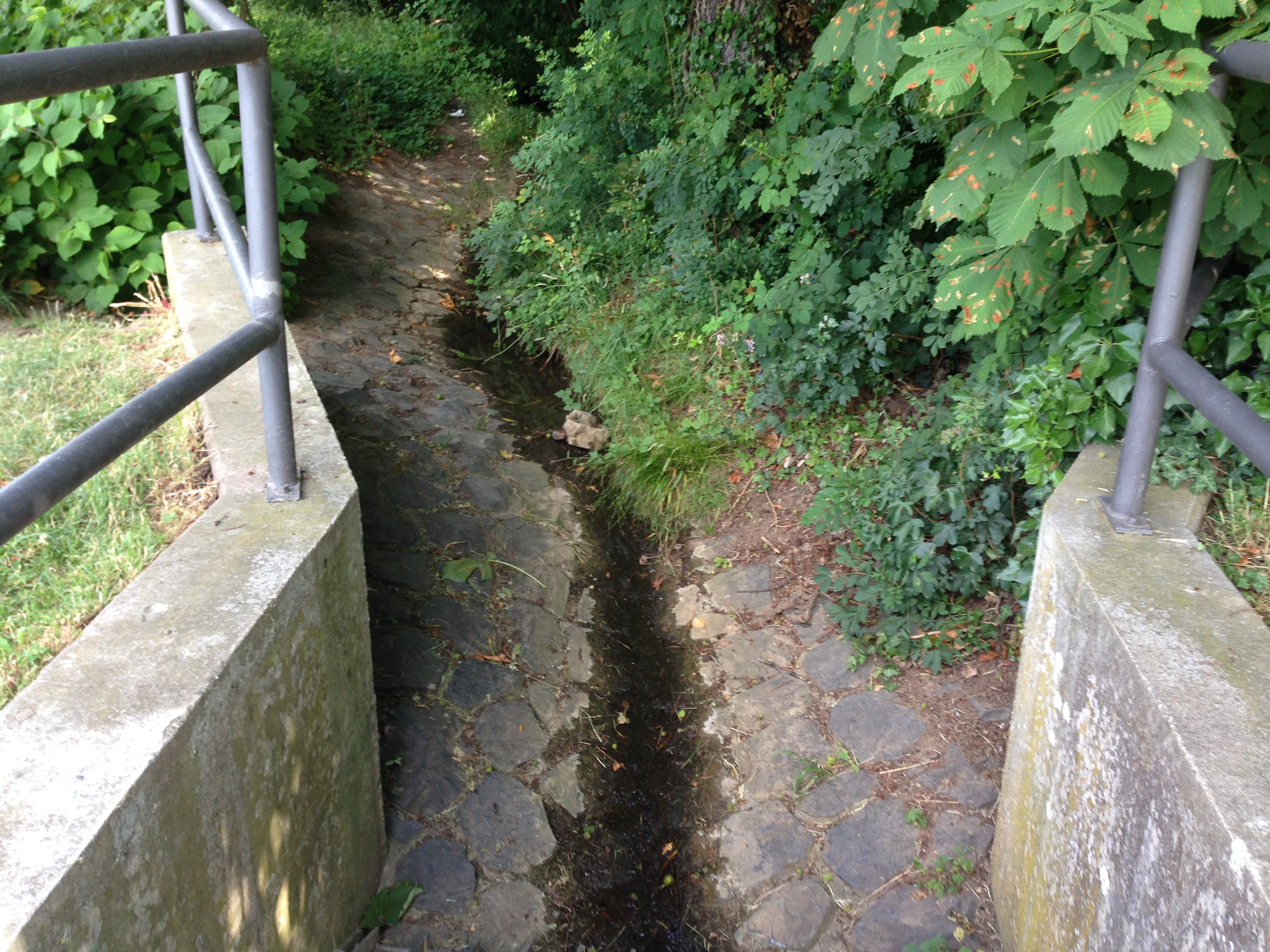

安克巴赫河（德語：Ankerbach），是德國的河流，位於該國西部，處於北萊茵-威斯特法倫州，屬於萊茵河的支流，河道全長4.4公里，流域面積3平方公里。